# Ténado
Ténado ist sowohl eine Gemeinde (französisch commune rurale) als auch ein dasselbe Gebiet umfassendes Departement im westafrikanischen Staat Burkina Faso, in der Region Centre-Ouest und der Provinz Sanguié. Die Gemeinde hat in 13 Dörfern und sechs Sektoren des Hauptortes 46.203 Einwohner.